# Belintersat 1
Belintersat 1 (Zhongxing 15, 中星15, Chinasat 15) ist ein kommerzieller Kommunikationssatellit der belarussischen Belintersat. Belintersat ist der staatliche nationale Kommunikationssatellitenbetreiber aus Belarus mit Sitz in Minsk.
Er wurde am 15. Januar 2016 um 16:57 UTC (Pekinger Zeit: 0:57 Uhr am 16. Januar) mit einer Langer Marsch 3B/G2-Trägerrakete von der Rampe Nummer 3 des Xichang Satellite Launch Center in eine geostationäre Übergangsbahn mit einer Bahnneigung von 26,4°, einem Perigäum von etwa 200 Kilometern und einem Apogäum von 41.991 Kilometern gebracht. Durch fünf Antriebsphasen des Apogäumsmotors wird er dann in seinen endgültige geostationäre Position gebracht. Dort wird NigComSat aus Nigeria im Auftrag der chinesischen China Great Wall Industry Corporation den Satelliten im All testen. Mit dieser als Hauptauftragnehmer für den Satelliten wurde im September 2011 der Vertrag zum Bau abgeschlossen.
Der dreiachsenstabilisierte Satellit ist mit 14 Ku-Band-, 4 Ka-Band- und 20 C-Band-Transpondern ausgerüstet und soll von der Position 51,5° Ost aus vor allem Belarus, aber auch Asien und Afrika mit Radio- und Fernsehprogrammen sowie Internet versorgen. Er wurde auf Basis des Satellitenbusses DFH-4 der Chinesischen Akademie für Weltraumtechnologie (CAST) gebaut und besitzt eine geplante Lebensdauer von 15 Jahren. Die Transponder des Satelliten lieferte der französisch-italienische Luft- und Raumfahrtkonzern Thales Alenia Space.